# ВЕС Ормонд
ВЕС Ормонд (англ. Ormonde Wind Farm) — британська офшорна вітрова електростанція в Ірландському морі біля узбережжя Камбрії.
Місце для розміщення ВЕС обрали за 10 км на захід від Барроу-ін-Фернес (можливо відзначити, що в цьому районі розташовані й інші об'єкти вітроенергетики, зокрема, ВЕС Уолні). Будівництво розпочались у 2009-му на суходолі, а наступного року стартували офшорні роботи. Особливістю станції став монтаж вітроагрегатів не на монопальні фундаменти, а на чотирьохопорні основи. Спершу 124 палі (по 4 для кожного із 30 агрегатів плюс стільки ж для трансформаторної станції) облаштувало самопідіймальне судно Buzzard. Після того плавучий кран Rambiz встановив на них згадані вище опори, кожна з яких важила по 500 тон, а дообладнане відповідним чином офшорне судно постачання Swiber Else-Marie провело роботи з цементажу. Далі з березня по серпень 2011-го судно Sea Jack здійснило монтаж власне вітрових турбін. Офіційно станцію ввели в експлуатацію у лютому наступного року.
Надбудову з обладнанням офшорної трансформаторної станції змонтував вже згаданий вище Rambiz. А для видачі продукції за допомогою судна Stemat Spirit проклали головний експортний кабель, розрахований на роботу під напругою 132 кВ. Його підводна ділянка має довжину 42 км та виконана без з'єднань. Після виходу на суходіл кабель через 2,8 км підключається до підстанції Heysham.
ВЕС складається із 30 вітроагрегатів REpower 5M з діаметром ротора 126 метрів та одиничною потужністю 5 МВт (на момент встановлення одні з найпотужніших вітрових турбін у світі). Вони займають площу 8,7 км2 та змонтовані на баштах висотою 90 метрів у районі з глибинами моря 21 метр.
Вартість проекту, реалізованого компанією Vattenfall (пізніше поступилась часткою 49 % іншій шведській компанії AMF), становить 552 млн євро. Він повинен виробляти до 0,5 млрд кВт-год електроенергії на рік.